# Вартенслебен, Вильгельм Людвиг
Вильгельм Людвиг Густав граф фон Вартенслебен (нем. Wilhelm Ludwig Gustav Graf von Wartensleben; 11 октября 1734, Гессен-Кассель — 21 апреля 1798, Вена) — австрийский военачальник, фельдцейхмейстер с 1794 года, командор Военного ордена Марии Терезии (1790). Участник всех войн второй половины XVIII века, которые вела Габсбургская монархия.

## Биография
Происходил из старинного дворянского рода Вартенслебен из Вестфалии. Первоначально он служил в голландской армии, а в 1758 году в возрасте 24 лет поступил на имперскую службу в звании майора, где поступил на службу в полк Szluiner Grenzer. Отличился в конце Семилетней войны в бою у Штрелена 20 августа 1760 года. После того, как вновь проявил себя 21 мая 1762 года в атаке на прусские позиции под Хемницем (21 мая), был произведён в подполковники. Через несколько дней он был тяжело ранен в стычке под Гепульцигом. В 1773 году состоял на службе в полку Otochaner Grenzer и был произведён в полковники. После начала Войны за баварской наследство в 1778 году получил чин генерал-майора. В 1779 году император Иосиф II сделал его шефом 28-й пехотного полка.
К началу австро-турецкой войны Вартенслебен был фельдмаршал-лейтенантом и отличился во время сражения на горе Лассмаре (17 августа 1788 года), при отступлении через Корнию к Фенишу 29 августа, а также в отражении преследования турками во время отступления из Карансебеша. Выбор его позиции и меры, с помощью которых он помог овладеть крепостью Новая Орсова, принесли ему 21 апреля 1790 года Командорский крест ордена Марии Терезии.
Во время Войны первой коалиции в 1794 году в сражении при Ламбюзаре он командовал колонной, действовавшей на правом фланге армии принца Оранского; в этом же году получил звание фельдцейхмейстера. Летом 1796 командовал имперской армией на Нижнем Рейне, но потерпел поражение от французов под командованием Журдана в сражениях при Нойвиде и Обервезеле. Потерпев 10 июля ещё одно поражение под Фридбергом, его войска были вынуждены отступить в Богемию через Бамберг и Форхгейм. 17 августа был разбит у Зульцбах-Розенберга и отступил, но сумел соединиться 22 августа с основной армией эрцгерцога Карла. Когда австрийцы смогли перейти в успешное контрнаступление, войска Вартенслебена внесли решающий вклад в победу эрцгерцога Карла в сражениях при Амберге (24 августа) и Вюрцбурге (3 сентября). 19 октября 1796 года в сражении при Эммендингене был тяжело ранен картечью в левую руку и был вынужден покинуть театр военных действий.
После выздоровления получил пост генерал-губернатора Трансильвании. Вартенслебен умер 21 апреля 1798 года во время пребывания в Вене.
В 1766 году женился на графине Кларе Телеки. У пары было шестеро детей.